# Die Schweiz im deutschen Geistesleben
Die Schweiz im deutschen Geistesleben ist eine deutschsprachige Buchreihe mit zwei Unterreihen. Der volle Titel der umfangreicheren Hauptreihe lautet Die Schweiz im deutschen Geistesleben: Eine Sammlung von Darstellungen und Texten, die andere ist die Illustrierte Reihe. Die Reihe wurde von dem deutschen Germanisten Harry Maync (1874–1947) herausgegeben, der seinerzeit Professor an der Universität Bern und von 1929 bis 1939 an der Philipps-Universität Marburg war. Die Reihe erschien in Frauenfeld und Leipzig im Verlag Huber und teils im Leipziger Verlag H. Haessel (in dem auch C. F. Meyers Werke erschienen). Der erste Band erschien 1922, weitere Bände in dichter Folge bis Anfang der 1930er Jahre. Der Doppelband der Nummern 87/88 erschien im Jahr 1938, der letzte Band 89 dann im Jahr 1943. Die Illustrierte Reihe erschien 1923–1942, Band 23 im Jahr 1936, der Band  24 im Jahr 1942.
Der Autor Anselm Gerhard weist darauf hin, dass der erste Satz des ersten Bandes Historische Volkslieder der deutschen Schweiz von Otto von Greyerz «von einigem programmatischen Gewicht» zu sein scheint:

«Aus dem Heldenzeitalter unsres Volkes, aus dem 13. bis Anfang des 16. Jahrhunderts, sind uns Lieder erhalten, welche von den großen geschichtlichen Erlebnissen der Eidgenossenschaft erzählen. Man nennt sie historische Lieder und bezeichnet damit eine Dichtungsgattung, die über ganz Deutschland verbreitet war, auf dem engen Gebiet der alemannischen Schweiz aber zur reichsten und eigenartigsten Blüte gelangt.»

Gerhard stellt fest, dass die Auswahl der Buchreihe wesentlich von der Philosophisch-historischen Fakultät der Universität Bern geprägt sei und «dezidiert nationalsozialistisch orientierten Karrieristen dieser Fakultät» wie Walter Porzig und Helmut de Boor «gerade kein Forum gegeben» worden sei.

## Erschienene Titel

### Hauptreihe
- 1 Greyerz, Otto von: Historische Volkslieder der deutschen Schweiz. Ausgewählt, eingeleitet und erläutert von Otto von Greyerz. Haessel, Leipzig 1922 Digitalisat
- 2 Salomon Gessner: Dichtungen. Hermann Hesse (Hrsg.) Haessel, Leipzig 1922
- 3 Conrad Ferdinand Meyer: Gedichte. Haessel, Leipzig 1922
- 4 Adolf Frey: Lieder und Gesichte. Haessel, Leipzig 1922
- 5 Carl Albrecht Bernoulli: Nietzsche und die Schweiz. Haessel, Leipzig 1922
- 6 Jakob Bosshart: Zwei Erzählungen. Haessel, Leipzig 1922
- 7 Josef Nadler: Von Art und Kunst der deutschen Schweiz. Haessel, Leipzig 1922
- 8 Samuel Singer: Die Dichterschule von St. Gallen. Mit einem Beitrag von Peter Wagner: St. Gallen in der Musikgeschichte. Frauenfeld [u. a.]: Huber, 1922 (Notker der Stammler und sein Kreis; Ekkehard I. und sein Waltharius; Notker der Deutsche und Ekkehard IV.) Digitalisat
- 9 Walther Köhler: Huldreich Zwingli. Haessel, Leipzig 1923
- 10 Johannes Jegerlehner: Walliser Sagen. Haessel, Leipzig 1922 Digitalisat
- 11 Arnold Büchli: Zwischen Aar und Rhein. Neue Gedichte. Haessel, Leipzig 1922 Digitalisat
- 12 Heinrich Leuthold: Lyrische Dichtungen. Haessel, Leipzig 1923
- 13–15 Johannes von Müller: Geschichten schweizerischer Eidgenossenschaft. Haessel, Leipzig 1923
- 16 Niklaus Manuel, Ferdinand Vetter (Herausgeber): Nikolaus Manuels Spiel evangelischer Freiheit Die Totenfresser. «Vom Papst und seiner Priesterschaft» 1523. Zum erstenmal nach der einzigen alten Handschrift hrsg. u. Eingel. H. Haessel Verl., Leipzig 1923
- 17 Hans Bloesch: Kulturgeschichtliche Miniaturen aus dem alten Bern. Haessel, Leipzig 1923
- 18 Otto Zürcher: Das Berner Oberland im Lichte der deutschen Dichtung. H. Haessel Verl., Leipzig 1923 Digitalisat
- 19 Gottfried Keller: Gedichte. Haessel, Leipzig 1923
- 20 Harry Maync: Gottfried Keller: sein Leben und seine Werke; ein Abriß. Haessel, Leipzig 1923
- 21 Carl Camenisch: Graubünden in der deutschen Dichtung. Haessel, Leipzig 1923
- 22 Albert Köster: Klopstock und die Schweiz. Haessel, Leipzig 1923
- 23–24 Albrecht von Haller: Gedichte. Haessel, Leipzig 1923, Kritisch durchges. Ausg.
- 25 Hans Rhyn: Parzival und Kondwiramur. Haessel, Leipzig Verl., 1924
- 26 Zacharias Werner: Der vierundzwanzigste Februar. Haessel, Leipzig 1924
- 27 Franz Strunz: Paracelsus: eine Studie. Huber, Frauenfeld 1924
- 28 Dranmor (d. i. Ludwig Ferdinand Schmid). Gedichte von Dranmor. Ausgewählt u. eingeleitet von Otto von Greyerz. Frauenfeld, Huber, 1924
- 29 Josef Nadler: Der geistige Aufbau der deutschen Schweiz (1798–1848).  Haessel, Leipzig 1924
- 30 Johann Jakob Bachofen: Das lykische Volk und seine Bedeutung für die Entwicklung des Altertums. Haessel, Leipzig 1924
- 31 Emil Ermatinger: Wieland und die Schweiz. Haessel, Leipzig 1924
- 32 Eduard Korrodi: Schweizerdichtung der Gegenwart. Haessel, Leipzig 1924
- 33 Otto von Greyerz: Die Mundartdichtung der deutschen Schweiz. 1924
- 34 Lilli Haller: Julie Bondeli. Huber, Frauenfeld 1924
- 35 Albert Fischli (Ausw.): Schweizer Balladen. Haessel, Leipzig 1924
- 36 Robert Faesi: Conrad Ferdinand Meyer. [2. Aufl.] Leipzig: Hassel, 1925
- 37 Carl Albrecht Bernoulli: Johann Jakob Bachofen als Religionsforscher. Haessel, Leipzig 1924
- 38 Eduard Ziehen: Friedrich der Große und die Schweiz. Haessel, Leipzig 1924
- 39 Wilhelm Hadorn: Die deutsche Bibel in der Schweiz. Huber, Frauenfeld 1925
- 40 Herbert Schöffler: Das literarische Zürich 1700–1750. Haessel, Leipzig 1925
- 41–42 Zacharias Bletz: Die dramatischen Werke des Luzerners Zacharias Bletz. Nach der einzigen Handschrift zum erstenmal gedruckt. Schweizerische Lustspiele des 16. Jahrhunderts. Herausgegeben von E. Steiner. Frauenfeld: Huber & Co., 1926
- 43 Fischart, Johann: Schweizer Dichtungen. Frauenfeld: Huber & Co., 1926
- 44 Hans Fehr: Schweizerischer und deutscher Volksgeist in der Rechtsentwicklung. Huber, Frauenfeld 1926
- 45 Hermann Bächtold: Die schweizerische Volkswirtschaft in ihren Beziehungen zu Deutschland in Vergangenheit und Gegenwart. Frauenfeld: Huber & Co., 1927
- 46–47 Maria Waser: Josef Viktor Widmann. Frauenfeld: Huber & Co., 1927
- 48–49 Otto von Greyerz: Das Volkslied der deutschen Schweiz. Huber, Frauenfeld 1927
- 50–51 Rudolf Hunziker: Jeremias Gotthelf. Frauenfeld: Huber & Co., 1927
- 52 Gottlieb Heinrich Heer: Jakob Christoph Heer. Frauenfeld: Huber & Co., 1927
- 53 Christian Janentzky: Johann Caspar Lavater. Frauenfeld [u. a.]: Huber, 1928
- 54–55 Wilhelm Hadorn: Die Reformation in der deutschen Schweiz. Frauenfeld: Huber & Co., 1928
- 56–57 Hans Rudolf Schmid: Hermann Hesse. Frauenfeld: Huber & Co., 1928
- 58 Samuel Singer: Schweizerdeutsch. Frauenfeld [u. a.]: Huber, 1928
- 59–60 Werner Näf: Die Schweiz in der deutschen Revolution. Frauenfeld: Huber & Co., 1929
- 61 Fritz Gysi: Richard Wagner und die Schweiz. Frauenfeld: Huber & Co., 1929
- 62 Berta Huber-Bindschedler: Jakob Boßhart. Frauenfeld: Huber & Co., 1929
- 63/64 Otto Spiess: Leonhard Euler: ein Beitrag zur Geistesgeschichte des XVIII. Jahrhunderts. Huber, Frauenfeld 1929
- 65 Heinrich Hoffmann: Johannes Calvin. Frauenfeld: Huber & Co., 1929
- 66/67 Samuel Singer: Die mittelalterliche Literatur der deutschen Schweiz. 1930
- 68/70 Walther Rehm: Jacob Burckhardt. Huber, Frauenfeld 1930
- 71 Wilhelm Schäfer: Wahlheimat. Huber, Frauenfeld 1931
- 72/73 Gottfried Bohnenblust: Goethe und die Schweiz. Huber, Frauenfeld 1932
- 74/76 Walter Guyer: Pestalozzi. Huber, Frauenfeld 1932
- 77/78 Werner Milch: Christoph Kaufmann. Huber, Frauenfeld 1932
- 79–80 Anna Tumarkin: Der Ästhetiker Johann Georg Sulzer. Huber, Frauenfeld 1933
- 81 Friedrich Hölderlin: Hölderlin und die Schweiz. Eingel. u. ausgew. von Wilhelm Böhm. Huber, Frauenfeld 1935
- 82 Arnold Federmann: Johann Heinrich Meyer: Goethes Schweizer Freund; 1760–1832. Huber, Frauenfeld 1936
- 83–85 Werner Milch: Die Einsamkeit. Huber, Frauenfeld 1937
- 86 Hans Kägi: Alfred Huggenberger. Huber, Frauenfeld 1937
- 87–88 Kurt Guggisberg: Carl Ludwig von Haller. Huber, Frauenfeld 1938
- 89 Eduard Berend: Jean Paul und die Schweiz. Huber, Frauenfeld 1943

### Illustrierte Reihe
- 1 Raoul Nicolas: Das Berner Münster. Haessel, Leipzig 1923
- 2 Wilhelm Schäfer: Die moderne Malerei der deutschen Schweiz. Haessel, Leipzig 1924  (Inhalt: Die deutsche Herkunft – Böcklin – Albert Welti – Ferdinand Hodler – Max Buri – Cuno Amiet – Die bernische Schule – Die Deutschen – Gegenwart)
- 3 Franz Friedrich Leitschuh: Die Schweizer Landschaft in der deutschen Malerei. Haessel, Leipzig 1924
- 4 Hans Lehmann: Zur Geschichte der Glasmalerei in der Schweiz. Haessel, Leipzig 1925
- 5 Otto Tschumi: Urgeschichte der Schweiz. Frauenfeld: Huber & Co., 1926
- 6 Thomas Roffler:[4] Ferdinand Hodler. Frauenfeld: Huber & Co., 1926
- 7 Otto Waser: Anton Graff. Frauenfeld: Huber & Co., 1926
- 8 Paul Hilber: Die historische Topographie der Schweiz in der künstlerischen Darstellung. Frauenfeld: Huber & Co., 1927
- 9 Raoul Nicolas: Die Burgen der deutschen Schweiz. Huber, Frauenfeld 1927
- 10 Konrad Escher: Die beiden Zürcher Münster. Frauenfeld: Huber & Co., 1927  (1928)
- 11 Wilhelm Barth: Arnold Böcklin. Frauenfeld: Huber & Co., 1928
- 12 Thomas Roffler: Frank Buchser. Frauenfeld: Huber & Co., 1928
- 13 Paul Hilber: Des Luzerners Diebold Schilling Bilderchronik 1513. Frauenfeld: Huber & Co., 1928
- 14 Heinrich Federer: Niklaus von Flüe. Frauenfeld: Huber & Co., 1928
- 15 Hans Corrodi: Othmar Schoeck. Frauenfeld: Huber & Co., (1930; 1936, 2. erw. Aufl.)
- 16 Paul Meintel: Schweizer Brunnen. Huber, Frauenfeld 1931
- 17 Hans Hoffmann: Bürgerbauten der alten Schweiz. Huber, Frauenfeld 1931
- 18 Antoine-Elisée Cherbuliez: Die Schweiz in der deutschen Musikgeschichte. Frauenfeld/Leipzig: Huber, 1932
- 19 Konrad Escher: Die Münster von Schaffhausen, Chur und St. Gallen. Huber, Frauenfeld 1932
- 20 Robert Faesi: Spittelers Weg und Werk. Frauenfeld/Leipzig: Huber, 1933
- 21 Hans Hoffmann: Schweizerische Rat- und Zunftstuben. Huber, Frauenfeld 1933
- 22 Wilhelm Altwegg: Johann Peter Hebel. Huber, Frauenfeld 1935
- 23 Jean Rudolf von Salis: Rainer Maria Rilkes Schweizer Jahre. Huber, Frauenfeld 1936 (1938, 2. Aufl.)
- 24 Karl Hoenn: Adolf Dietrich. Huber, Frauenfeld 1942